# Morita Kohei
Kohei Morita (sinh ngày 13 tháng 7 năm 1976) là một cầu thủ bóng đá người Nhật Bản.

## Sự nghiệp câu lạc bộ
Kohei Morita đã từng chơi cho Urawa Reds, Cerezo Osaka, Kawasaki Frontale, Omiya Ardija, Sanfrecce Hiroshima và Ventforet Kofu.